# Nicolás Estéfano
Nicolás Estéfano Montalbán (Baracaldo, Vizcaya 9 de febrero de 1947-Bilbao 19 de marzo de 2016) fue un futbolista y entrenador de fútbol. Jugaba de centrocampista y su primer club fue el Sporting Club de Lutxana, fichado por el juvenil del Athletic Club en 1963, pasó por el Bilbao Athletic antes de subir al primer equipo del Athletic Club.

## Carrera
Comenzó su carrera profesional en 1965 jugando para el Bilbao Athletic, después de varias temporadas en el juvenil rojiblanco. El 17 de abril de 1966 debutó con el Athletic Club en un partido de Copa ante el Condal (3-1). Finalizó la temporada 1965-66 habiendo logrado 26 goles con el Bilbao Athletic. Se incorporó definitivamente al primer equipo de cara a la temporada 1966-67. Su debut en Primera División se produjo el 18 de septiembre en una derrota ante el CE Sabadell (1-0). Permaneció hasta 1973 en el primer equipo, ganando dos Copas. En total jugó 80 partidos, en los que logró 20 goles.
Después jugó en el CE Sabadell y Sestao SC hasta su retirada, en 1976.
Después de entrenar al Retuerto Sport y al Club Portugalete. En 1979 llegó a Lezama para ser el técnico del primer juvenil, donde permaneció 12 temporadas consiguiendo muchos títulos y éxitos. 55 jugadores del primer equipo del Athletic Club pasaron previamente por su equipo juvenil, de ellos, seis fueron internacionales absolutos, siendo Julen Guerrero el caso más destacado.
Posteriormente fue entrenador del Sestao SC, en Segunda División, en las temporadas 1991-92 y el inicio de la 1992-93.

## Clubes como jugador
| Club            | País   | Año       |
| --------------- | ------ | --------- |
| Bilbao Athletic | España | 1965-1966 |
| Athletic Club   | España | 1966-1973 |
| CE Sabadell     | España | 1973-1975 |
| Sestao SC       | España | 1975-1976 |

## Palmarés
| Título                | Club          | País   | Año  |
| --------------------- | ------------- | ------ | ---- |
| Copa del Generalísimo | Athletic Club | España | 1969 |
| Copa del Generalísimo | Athletic Club | España | 1973 |